# Tomasz Karkowski
Tomasz Karkowski, ps. „Mściwój” (ur. 17 grudnia 1888 w Muniakowicach, zm. 29 stycznia 1967 w Miechowie) – polski polityk, działacz samorządowy i spółdzielczy oraz ruchu ludowego, poseł na Sejm Ustawodawczy w II RP oraz na Sejm PRL II kadencji.

## Życiorys
Kształcił się w Seminarium Nauczycielskim w Jędrzejowie, które ukończył w 1908. Podczas nauki brał udział w strajku szkolnym w 1905. Od 1908 był członkiem tajnej organizacji nauczycielskiej. Po I wojnie światowej został prezesem miechowskiego oddziału Związku Polskiego Nauczycielstwa Szkół Powszechnych. Przyczynił się do powstania szkół w Rzeżuśni i Wysocicach. Współredagował czasopismo „Lud Miechowski”. Współtworzył struktury PSL „Wyzwolenie” w Miechowie. W styczniu 1919 został wybrany do Sejmu Ustawodawczego, jednak zrzekł się mandatu w październiku tego samego roku. Powrócił do wyuczonego zawodu i rozpoczął pracę w szkole w Czaplach Wielkich. Został członkiem tamtejszego koła Związku Młodzieży Wiejskiej Rzeczypospolitej Polskiej, OSP oraz działał na rzecz miejscowych spółdzielni. Został prezesem okręgowego Towarzystwa Organizacji Kółek Rolniczych. W latach 1929–1932 był radnym gminnym i członkiem sejmiku powiatowego w Miechowie. Za organizowanie strajków chłopskich zwolniony z pracy. Po trwającym pięć lat procesie otrzymał odszkodowanie i został przywrócony do pracy. Pracował jako nauczyciel w Częstochowie i w Zagórzu. Po wybuchu II wojny światowej prowadził tajne nauczanie. Należał do powiatowego kierownictwa SL „Roch” i z jego ramienia brał udział w rozmowach scaleniowych z AK. Po wojnie przez kilka miesięcy sprawował urząd burmistrza Miechowa. Był kolejno członkiem SL, PSL i ZSL. Był wiceprezesem Zarządu Powiatowego SL w Miechowie i prezesem Komitetu Powiatowego ZSL w Miechowie. W latach 1947–1955 wycofał się z życia politycznego. W latach 1957–1961 był posłem na Sejm PRL II kadencji z listy ZSL, reprezentującym okręg Olkusz.

## Odznaczenia
- Krzyż Kawalerski Orderu Odrodzenia Polski (1961)
- Medal Niepodległości (1933)
- Srebrny Krzyż Zasługi
- Medal za Długoletnie Pożycie Małżeńskie (1966)